# Nadine Baier
Nadine Baier (* 1983 in München) ist eine deutsche Schauspielerin und Radiomoderatorin.

## Leben
Nadine Baier wuchs als Tochter einer deutschen Reiseverkehrskauffrau und eines syrischen Piloten in München auf. Nach ihrem Abitur arbeitete sie als Reporterin bei Radio Arabella und begann ein Studium an der Ludwig-Maximilians-Universität München. Sie ging nach Paris und nahm zunächst Schauspielunterricht am renommierten Cours Florent. Sie arbeitete als Moderatorin und Reporterin bei RFI, Radio France Internationale und als Redakteurin und Auslandskorrespondentin für andere Sender wie die Deutsche Welle. Später war sie auch als Fernsehredakteurin tätig. Sie bereitete sich währenddessen auf die Aufnahmeprüfungen an den staatlichen Schauspielschulen in Paris vor und wurde an der Ecole superieure d´art dramatique unter der Leitung von Jean-Claude Cotillard angenommen, bevor sie ihr Studium in der Klasse von Jean-Damien Barbin am Conservatoire National d´Art Dramatique unter der Leitung von Daniel Mesguich beendete.
Sie spielte in zahlreichen Theaterproduktionen mit. Selbst inszenierte sie 2011 Produktionen wie zum Beispiel Misterioso von Koffi Kwahulé, mit der sie in Frankreich und Deutschland auf der Bühne stand.
Im französischen Fernsehen war sie als „L´allemande à Paris“ in der Fernsehreihe Wesh! auf dem Sender Cap 24 zu sehen.
Auch im deutschen Fernsehen ist sie immer wieder präsent. Sie besetzte die Hauptrolle in der Sat.1-Serie Meine Klasse – Voll das Leben. Spielte die Rolle der Netti in Call the boys unter der Regie von Manuel Meimberg und ist in verschiedenen Filmproduktionen wie SOKO Wismar, SOKO Leipzig, Heiter bis tödlich zu sehen.
Sie spielte am Stadttheater Ingolstadt in Peterchens Mondfahrt und ist festes Ensemblemitglied in der Compagnie In Extremis.

## Filmografie (Auswahl)

### Fernsehen
- 2008–2009: Wesh! (Cap 24 – Fernsehserie)
- 2013: Heiter bis tödlich (ARD – Fernsehserie, Regie: Thomas Freudner)
- 2014: SOKO Leipzig (ZDF – Fernsehserie, Regie: Patrick Winczewski)
- 2017: Call the boys (RTL II – Fernsehserie, Regie: Manuel Heimberg)
- 2019: Meine Klasse – Voll das Leben (Fernsehserie, 40 Folgen)
- 2019: SOKO Wismar, Regie: Bettina Braun

### Kino
- 2009: Nona, Regie: Eli Triffault
- 2010: Le loup de steppes, Regie: Maina Pouhaer
- 2013: La porte rouge, Regie: Lucie Landa
- 2015: La fin, Regie: Emmanuel Desgrées du Loup
- 2019: Dyr & Dyr / Animals & Animals, Regie: Trus Krane Meby

## Theater (Auswahl)
- 2010: Was Ihr wollt – La Stazzona Korsika
- 2012: Monsiéur Lendemain nechante plus – Théâtre de la Guillotine
- 2014–2015: Gertrude – Théâtre de la Chartreuse
- 2015: Tartüff – Monbijou Theater Berlin

## Auszeichnung und Preise
- 2009: Théâtre Silvia Monfort Paris, Nominierung beste Darstellerin „Prix Silvia Monfort“
- 2017: Filmfest München, Nominierung bester Kurzfilm „Zabandi“